# Bardonnex
Bardonnex je obec na jihozápadě Švýcarska, v kantonu Ženeva. Žije zde přibližně 2 300 obyvatel.

## Geografie
Obec se nachází na jihu kantonu na francouzsko-švýcarské hranici zahrnuje vesnice (místní části) Bardonnex, Charrot, Croix-de-Rozon, Compesières, Landecy, La Mure a Cugny.
V obci se nachází celní úřad dálnice A1, která se na francouzské straně plynule napojuje na francouzskou dálnici A41 a krátce poté kříží dálnici A40, která vede na jih kolem kantonu Ženeva. Sousedními obcemi jsou Perly-Certoux, Plan-les-Ouates a Troinex.

## Historie

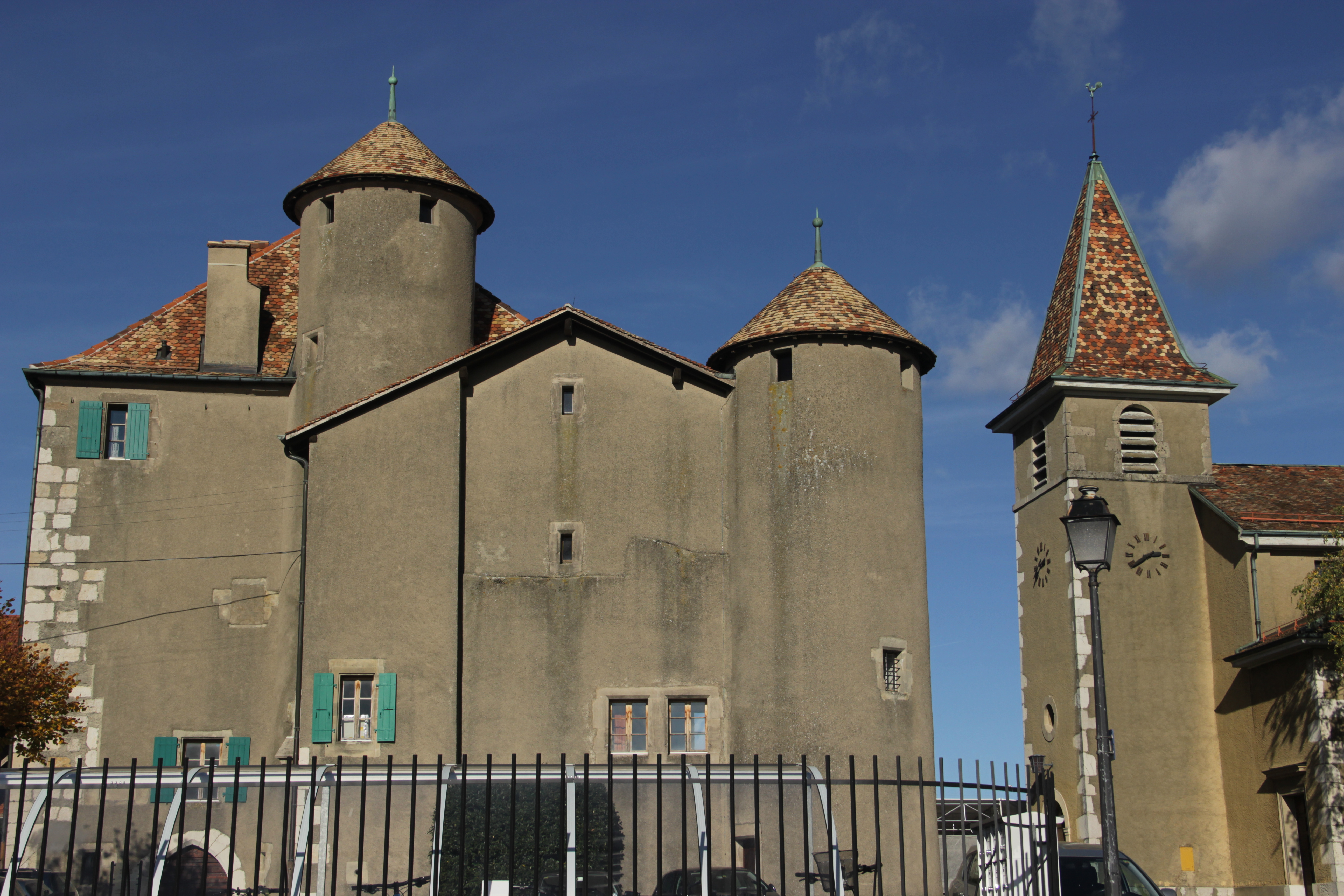
Stará budova vojenského velitelství v Compesières

Bardonnex, který byl osídlen již v římských dobách, je v roce 1153 zmiňován jako Bardonacum. V letech 1536 až 1567 byl Bardonnex pod bernskou správou, než se stal součástí Savojského vévodství. V roce 1754 bylo Turínskou smlouvou převedeno do Sardinského království. V roce 1816 se Bardonnex definitivně stal součástí kantonu Ženeva jako politická obec Compesières a osamostatnil se v roce 1851, kdy bylo Compesières rozděleno na obce Bardonnex a Plan-les-Ouates.

## Obyvatelstvo
| Rok            | 1860 | 1900 | 1950 | 1990 | 2000 | 2010 | 2012 | 2014 | 2015 | 2016 | 2017 |
| Počet obyvatel | 666  | 708  | 747  | 1704 | 2094 | 2195 | 2220 | 2241 | 2260 | 2244 | 2226 |

## Hospodářství
V roce 1980, před výstavbou dálničního obchvatu, se v obci Bardonnex nacházelo 22 zemědělských podniků, 12 zelinářských farem a čtyři zelinářské zahrady. Hlína těžená v obci od roku 1936 se do roku 1946 používala v cihelně Bellevue, od té doby ji zpracovává společnost Tuileries et Briqueteries SA v Bardonnex. Podnik zaměstnává asi 50 lidí.